# Pakefield
Pakefield är en ort i civil parish Lowestoft, i distriktet East Suffolk i grevskapet Suffolk, i England. Orten är belägen 3 km från Lowestoft. Pakefield var en civil parish fram till 1934 när blev den en del av Lowestoft, Gisleham och Carlton Colville. Civil parish hade 1 774 invånare år 1931. Byn nämndes i Domedagsboken (Domesday Book) år 1086, och kallades då Pagafella/Paggefella.